# Roeville
Roeville ist  ein census-designated place (CDP) im Santa Rosa County im US-Bundesstaat Florida. Das U.S. Census Bureau hat bei der Volkszählung 2020 eine Einwohnerzahl von 607 ermittelt. 

## Geographie
Roeville liegt rund 5 km nordöstlich von Milton sowie etwa 40 km nordöstlich von Pensacola. 

## Demographische Daten
Laut der Volkszählung 2010 verteilten sich die damaligen 608 Einwohner auf 291 Haushalte. 93,9 % der Bevölkerung bezeichneten sich als Weiße, 1,3 % als Afroamerikaner, 0,5 % als Indianer und 2,3 % als Asian Americans. 0,8 % gaben die Angehörigkeit zu einer anderen Ethnie und 1,2 % zu mehreren Ethnien an. 1,8 % der Bevölkerung bestand aus Hispanics oder Latinos.
Im Jahr 2010 lebten in 32,6 % aller Haushalte Kinder unter 18 Jahren sowie 27,3 % aller Haushalte Personen mit mindestens 65 Jahren. 71,1 % der Haushalte waren Familienhaushalte (bestehend aus verheirateten Paaren mit oder ohne Nachkommen bzw. einem Elternteil mit Nachkomme). Die durchschnittliche Größe eines Haushalts lag bei 2,51 Personen und die durchschnittliche Familiengröße bei 2,87 Personen.
24,8 % der Bevölkerung waren jünger als 20 Jahre, 25,0 % waren 20 bis 39 Jahre alt, 29,7 % waren 40 bis 59 Jahre alt und 20,5 % waren mindestens 60 Jahre alt. Das mittlere Alter betrug 41 Jahre. 51,3 % der Bevölkerung waren männlich und 48,7 % weiblich.
Das durchschnittliche Jahreseinkommen lag bei 43.482 $, dabei lebten 14,9 % der Bevölkerung unter der Armutsgrenze.